# Rundbælg (art)
Rundbælg (Anthyllis vulneraria) eller undertiden kaldt gul rundbælg er en 10-40 cm lang nedliggende eller opstigende urt, der vokser på skrænter, overdrev og i vejkanter.

## Beskrivelse
Rundbælg er en flerårig urt med en grundstillet roset af groft takkede til lappede, elliptiske blade. Bladene er helrandede og grågrønne på begge sider.
De gule eller orangerøde blomster er samlet i kugleformede hoveder, der sidder for enden af bladbærende stængler. Frøene modner godt og spirer villigt på egnede voksesteder.
I og med at rundbælg er en bælgplante har den en dybtgående pælerod. På rodnettet sidder små knolde, som rummer symbiotiske bakterier, der gør planten selvforsynende med kvælstof. Det gør, at Rundbælg er pionerplante på rå og mager jord.
Højde x bredde og årlig tilvækst: 0,25 x 0,25 m (25 x 25 cm/år). Disse mål kan fx bruges til beregning af planteafstande, når arten anvendes som kulturplante.

## Voksested
Rundbælg findes overalt i Europa, Lilleasien og Nordafrika, hvor der er solåben, tør, kalkrig jord. I den fredede, tidligere grusgrav nordvest for Bjergsted findes en varmeelskende og tørketålende bevoksning på de sydvestvendte skråninger. Her findes arten sammen med bl.a.
blåhat, almindelig knopurt, almindelig kællingetand, almindelig pimpinelle, bidende stenurt, bredbladet timian, fåresvingel, gul snerre, hulkravet kodriver, håret høgeurt, knoldranunkel, knoldrottehale, kornet stenbræk, markkrageklo, smalbladet timian, stivhåret kalkkarse, stor knopurt og vellugtende gulaks

## Anvendelse
Rundbælg er velegnet i en blomstereng, som dækafgrøde på ubenyttet jord og som foderplante for små og store kreaturer.

## Underarter
Rundbælg findes i en række underarter, som er knyttet til forskellige dele af dens udbredelsesområde:
- Islandsk rundbælg (Anthyllis vulneraria ssp. borealis)
- Almindelig rundbælg (Anthyllis vulneraria ssp. carpathica)
- Dansk rundbælg (Anthyllis vulneraria ssp. danica)
- Finsk rundbælg (Anthyllis vulneraria ssp. fennica)
- Laplandsrundbælg (Anthyllis vulneraria ssp. lapponica)
- Rødblomstret rundbælg (Anthyllis vulneraria ssp. praepropera)
- Liden rundbælg (Anthyllis vulneraria ssp. vulneraria)

## Galleri
- Vækstform
- Stængel
- Blomsterstand
- Spansk underart
(røde blomster)
- Frugter
- Habitat